# Halcyon malimbica
Halcyon malimbica là một loài chim trong họ Alcedinidae.
Loài chim này phân bố rộng rãi trên khắp châu Phi xích đạo. Loài chim này chủ yếu là định cư, nhưng rút lui từ các khu vực hoang dã khô hơn đến môi trường sống ẩm ướt hơn trong mùa khô.
Đây là một bói cá lớn, thân dài 25 cm. Chim trưởng thành có đầu, lưng, cánh và đuôi màu xanh biển nhạt. Phần dưới của nó có màu trắng, nhưng nó có một dải màu xanh lam. Vai màu đen. 
Chúng sinh sống ở môi trường có nhiều cây. Chúng đậu lặng lẽ trong bóng râm sâu trong khi tìm kiếm thức ăn. Chúng chủ yếu săn lùng những loài côn trùng lớn, động vật chân đốt, cá và ếch, nhưng cũng ăn trái cây cọ dầu.